# 越谷レイクタウン

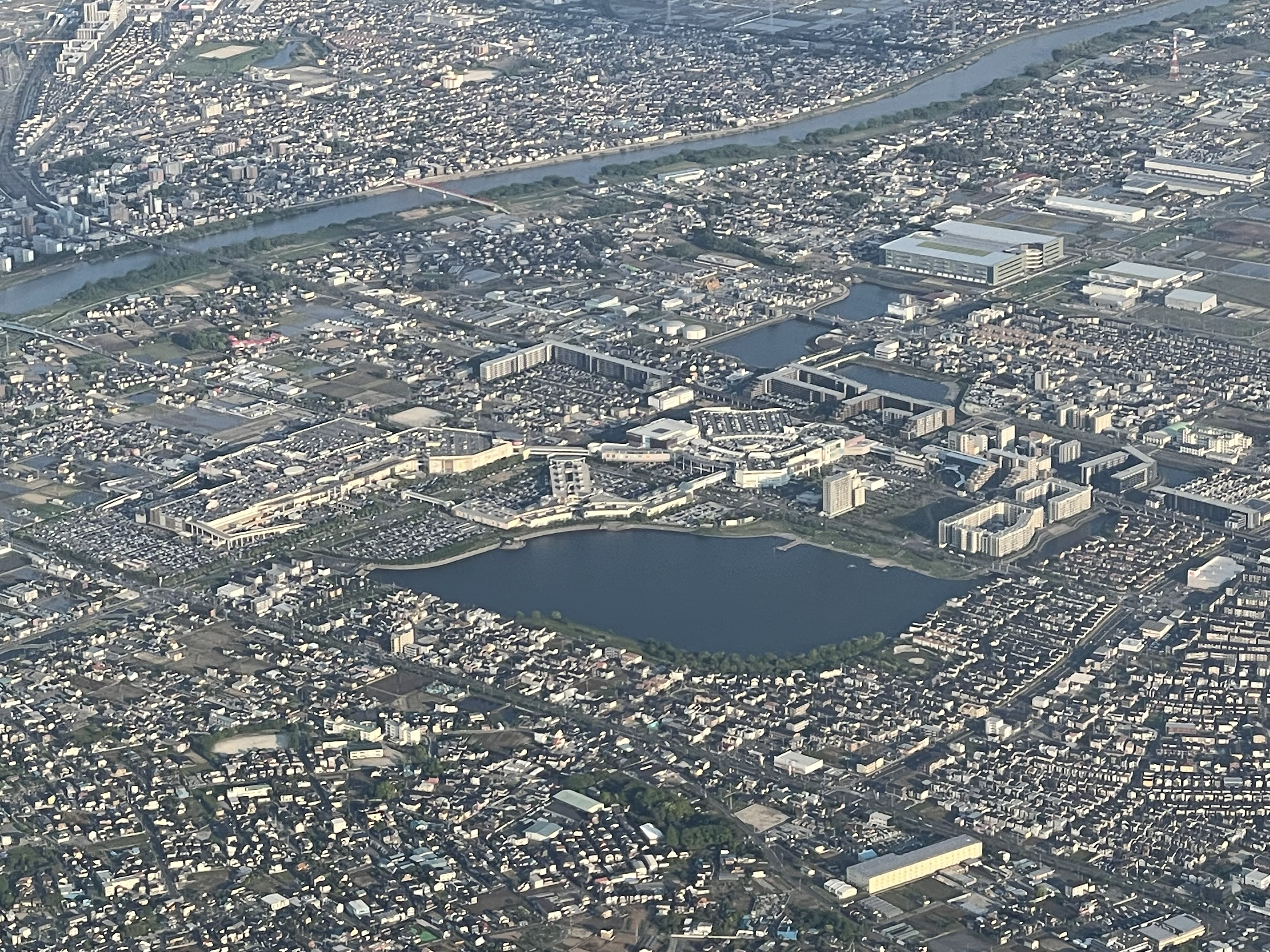
上空写真

越谷レイクタウン（こしがやレイクタウン）は、埼玉県越谷市にあるニュータウンである。2008年（平成20年）3月に街開きした。

## 概要
開発主体は独立行政法人都市再生機構。計画人口約22,400人、施行面積225.6 ヘクタール (ha) の大規模な開発地帯である。旧地域名は東町（あずまちょう）。
長年、周辺の問題となっていた中川・綾瀬川・元荒川流域の治水と新市街地整備を同時に実施するため、区画整理地内に大規模な治水施設として大相模調節池を造成し、商業施設、集合住宅、公園などを誘致・建設して調節池の周辺一帯をニュータウンとして整備した。

## 歴史

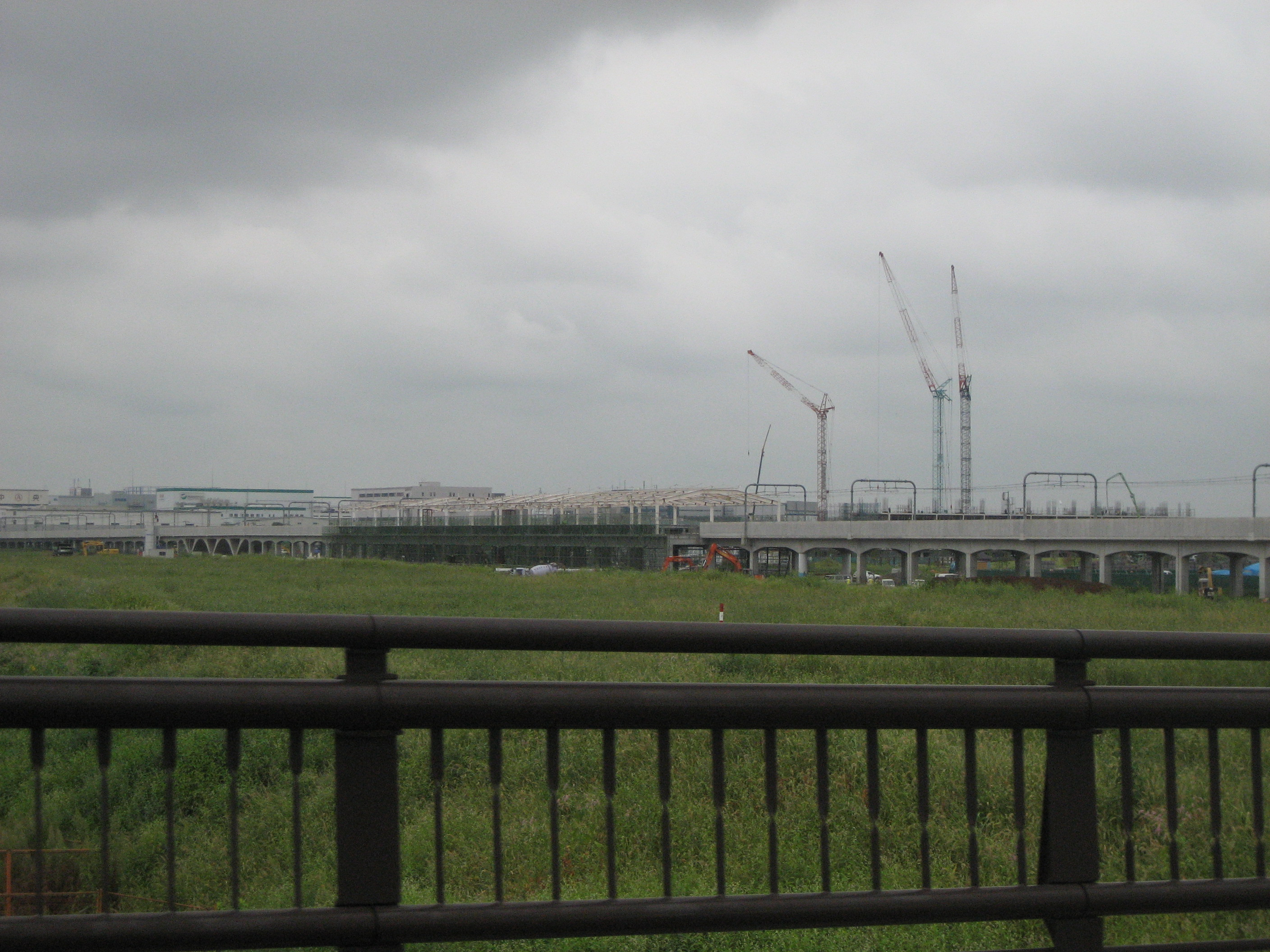
造成中の越谷レイクタウン
（2007年9月2日撮影）

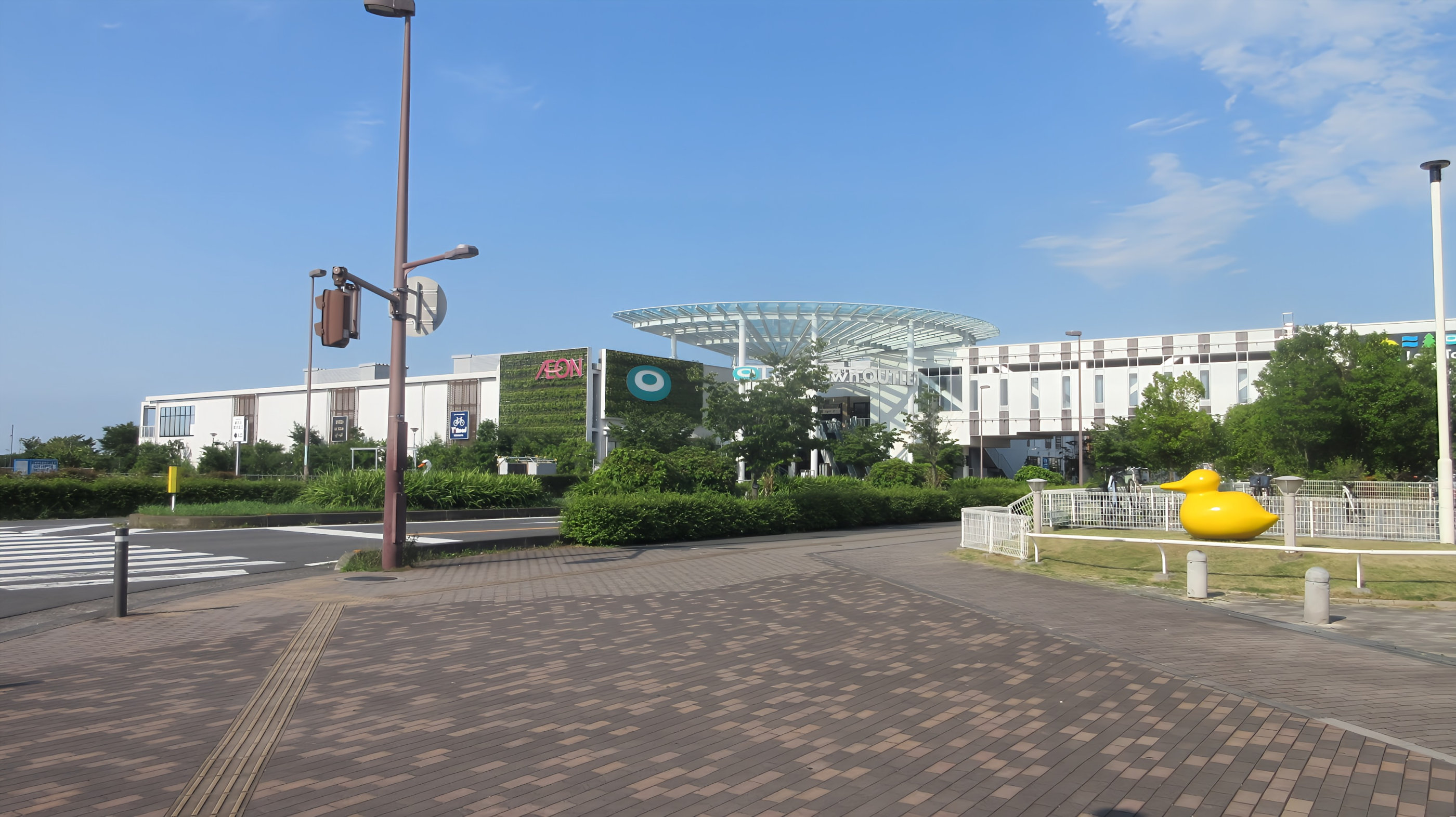
イオンレイクタウンのアウトレット

- 1996年（平成8年）5月10日 - 特定土地区画整理事業決定。
- 1999年（平成11年）12月24日 - 事業計画認可。
- 2006年（平成18年）1月24日 - 地区計画決定。
- 2008年（平成20年）
  - 3月15日 - 東日本旅客鉄道（JR東日本）武蔵野線越谷レイクタウン駅開業、一部道路供用を開始。
  - 4月12日・13日 - 「越谷レイクタウンオープニングフェスタ（町開きイベント）」開催。
  - 10月2日 - イオンレイクタウン開業。9月26日から周辺住民対象に事前開業。
- 2014年（平成26年）
  - 11月14日 - 換地処分公告、事業完了[1]。
  - 11月15日 - 越谷レイクタウン地区の住所をレイクタウン九丁目へ変更[2]。
- 2015年（平成27年）9月 - 関東・東北豪雨で越谷市は広範に浸水被害を生じたが、大相模調節池が奏効してレイクタウンに浸水被害は生じなかった。

## 主な施設

### イオンレイクタウン
日本一大きなショッピングセンターである。東埼玉道路の西側に飲食店やシネマコンプレックスを含めた専門店が入るトライアングルモールの『kaze（旧名称：A街区）』（店舗面積52,207平方メートル (m2)、駐車場2,400台）とアウトレットモールの『レイクタウンアウトレット』（店舗面積26,740m2 、駐車場2,200台）、東埼玉道路の東側にイオンをキーテナントとするハイブリッドモールの『mori（旧名称：B街区）』（店舗面積101,480m2・駐車場5,800台）が設置されている。トヨタオートモール（店舗面積4,500m2）も出店している。

### 大相模調節池
同地域に流れる中川、綾瀬川、元荒川の治水を目的とした調節池。明治から昭和初期に存在した大相模村から大相模（おおさがみ）調整池と称する。面積は39.5 haで不忍池の約3倍に相当する。周辺は遊歩道や桟橋などが整備されており、イオンレイクタウンにも出店しているゼビオグループヴィクトリアの主催で、毎年11月に越谷レイクタウンランニングが開催される。池ではヨットやカヌーの練習をする様子もみられる。

### 見田方遺跡公園
越谷レイクタウン駅北口駅前にある公園。芝生広場やイベント広場がある。造成前は越谷市斎場に隣接したが、現在地へ移転して見田方遺跡が隣接する。造成移転前の竪穴建物、郷土資料収納館、古民家など歴史資料・施設は設置されていない。

### 旧東方村中村家

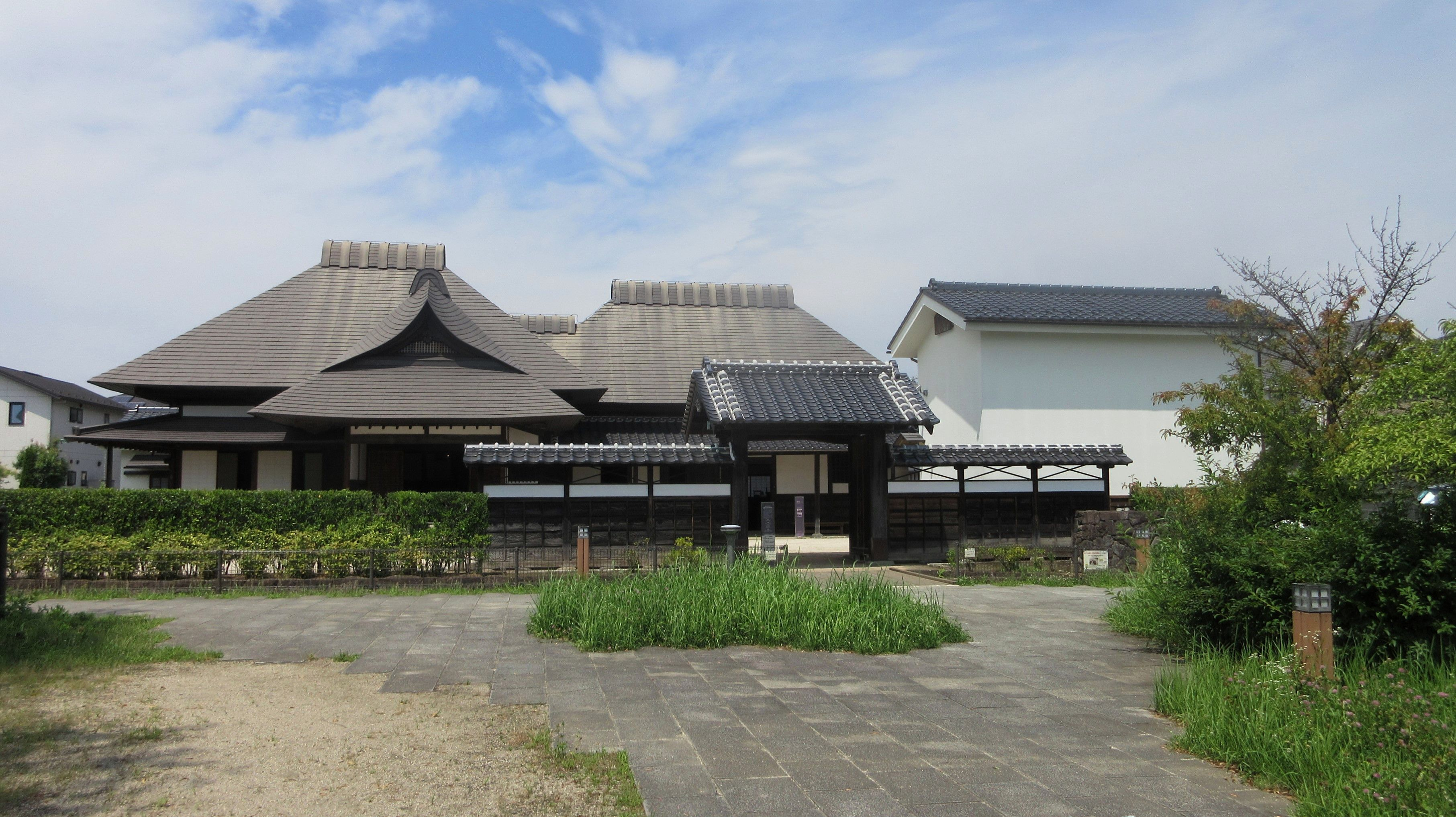
旧東方村中村家(古民家)

古民家である旧東方村中村家住宅はもと武蔵国埼玉郡八条領東方村に建てられていたもので、東方村下組の名主であった中村家の居宅である。
東方村は元禄11年（1698年）に幕府領から忍領に組み込まれ廃藩置県まで続いている。下組中村家の記録によると、旧東方村中村家住宅は安永元年（1772年）に建てられたとの記録があり、建築年代の確認できるものでは越谷市最古の住宅である。本住宅は家人の生活の必要の為、あちこちに増改築が施され、江戸時代における村役人の家の構造を現代に伝えている。
施設内に併設する展示室では、同地域の見田方遺跡から出土した土器等の出土品の見学ができる。

## 越谷レイクタウンの景観
越谷市はレイクタウンの景観に関して以下のように定めている。

### 景観形成の方針
- 大相模調節池を中心に、水辺と調和する開放的な景観の形成が図られている。
- 調節池沿いの道路やレイクサイドウォーク、公園などからの調節池への景色が確保され、対岸や橋梁からの眺めに配慮した良好な景観の形成を図っている。
- 水辺沿いの緑の創出を進め、うるおいと開放感のある景観の形成に注力。（水辺の緑化推進、セットバック、垣・柵を設けない開放的な景観の形成、ビスタの保全・活用）
- 市民が楽しく散策できる空間や水辺と調和する施設の建設を進め、親しみのある景観を整備。（緑道や橋梁の整備)
- また、建築物の新築、増築、改築若しくは移転又は外観(修繕、模様替若しくは色彩の変更)に関して届出の基準を設定している。

### 景観形成の基準
- 対岸からの眺めに配慮し、周辺と調和した配置・規模とする。つながりのあるスカイラインの形成に努め、 道路や隣接地との関係を考慮し、圧迫感を与えず、またゆとりある空間の確保や緑化を図る空間の確保に力を注いでいる。
- 調節池の水面が日陰とならないよう配置・規模を考慮するものとした。

### 景観のギャラリー

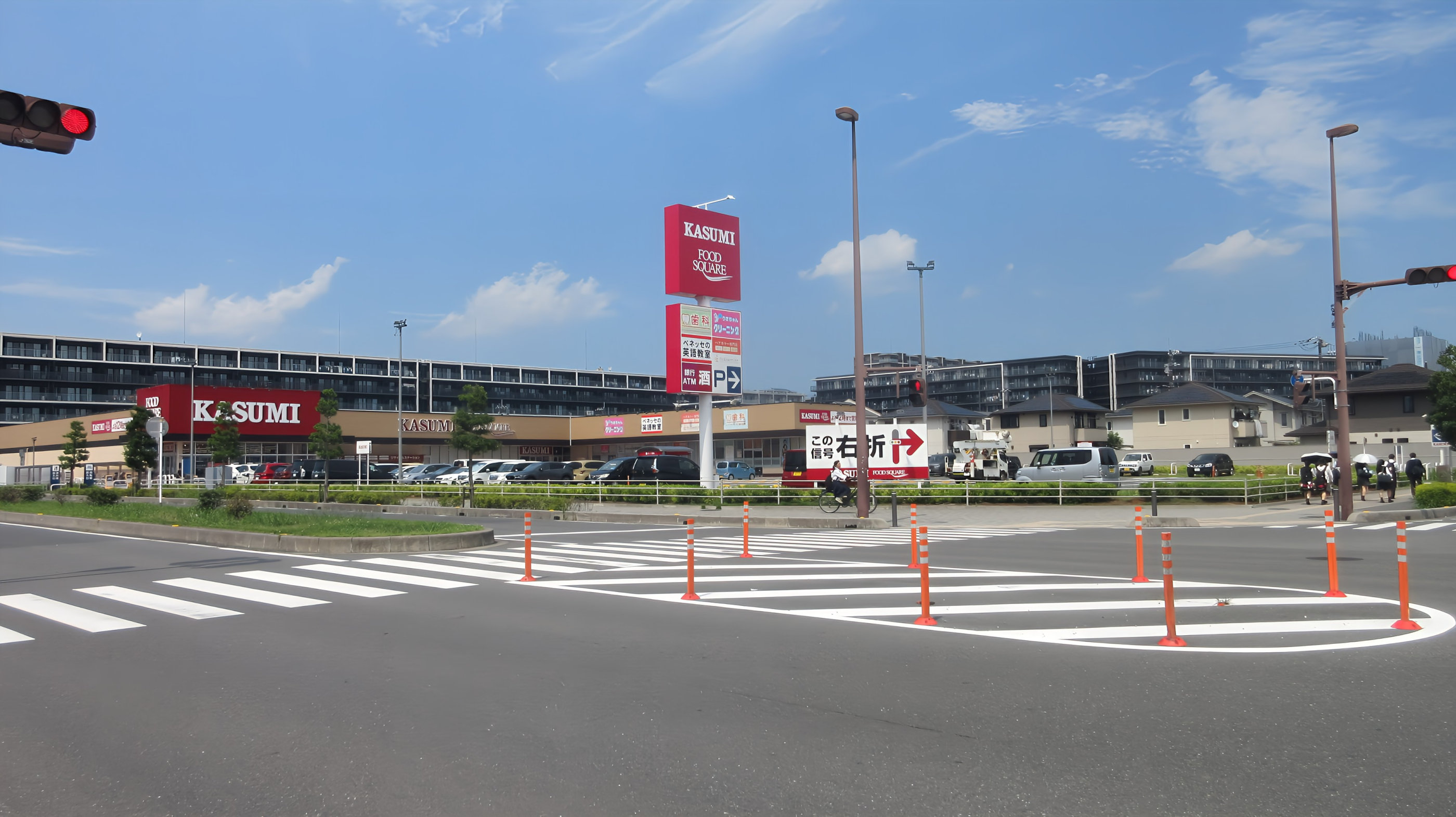
カスミ(イオングループ)
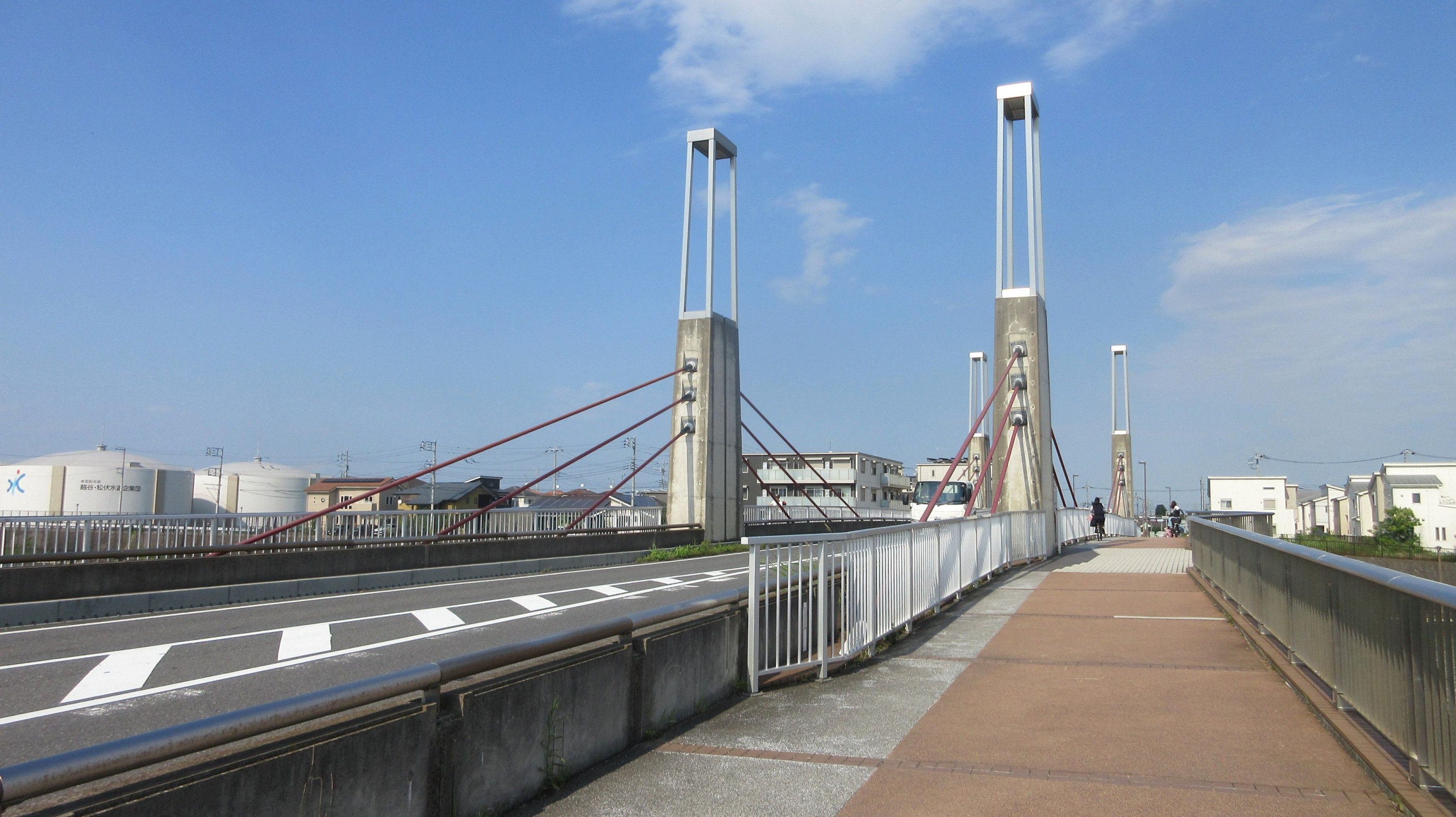
せいたかしぎ橋
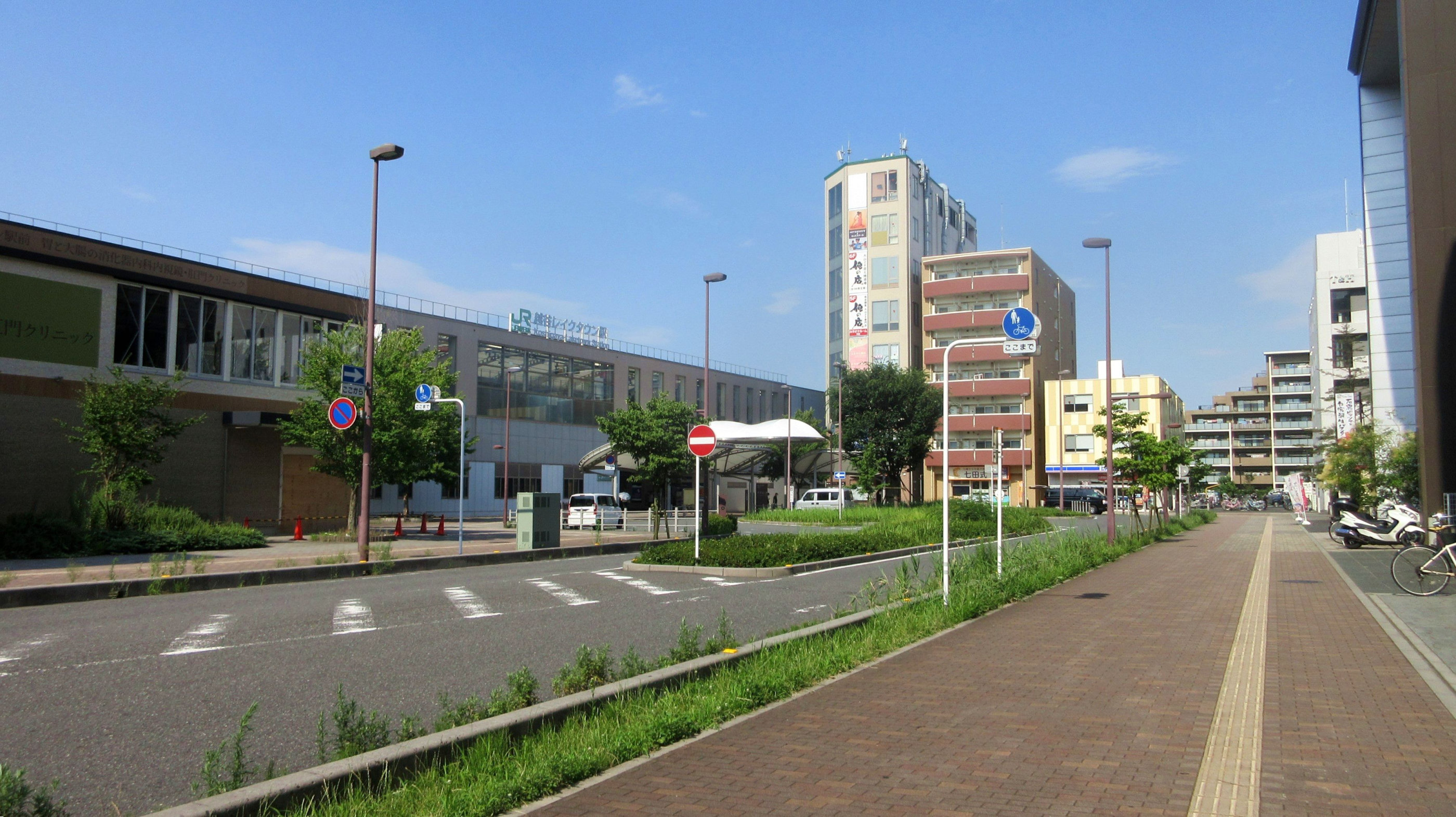
越谷レイクタウン駅南口の通り
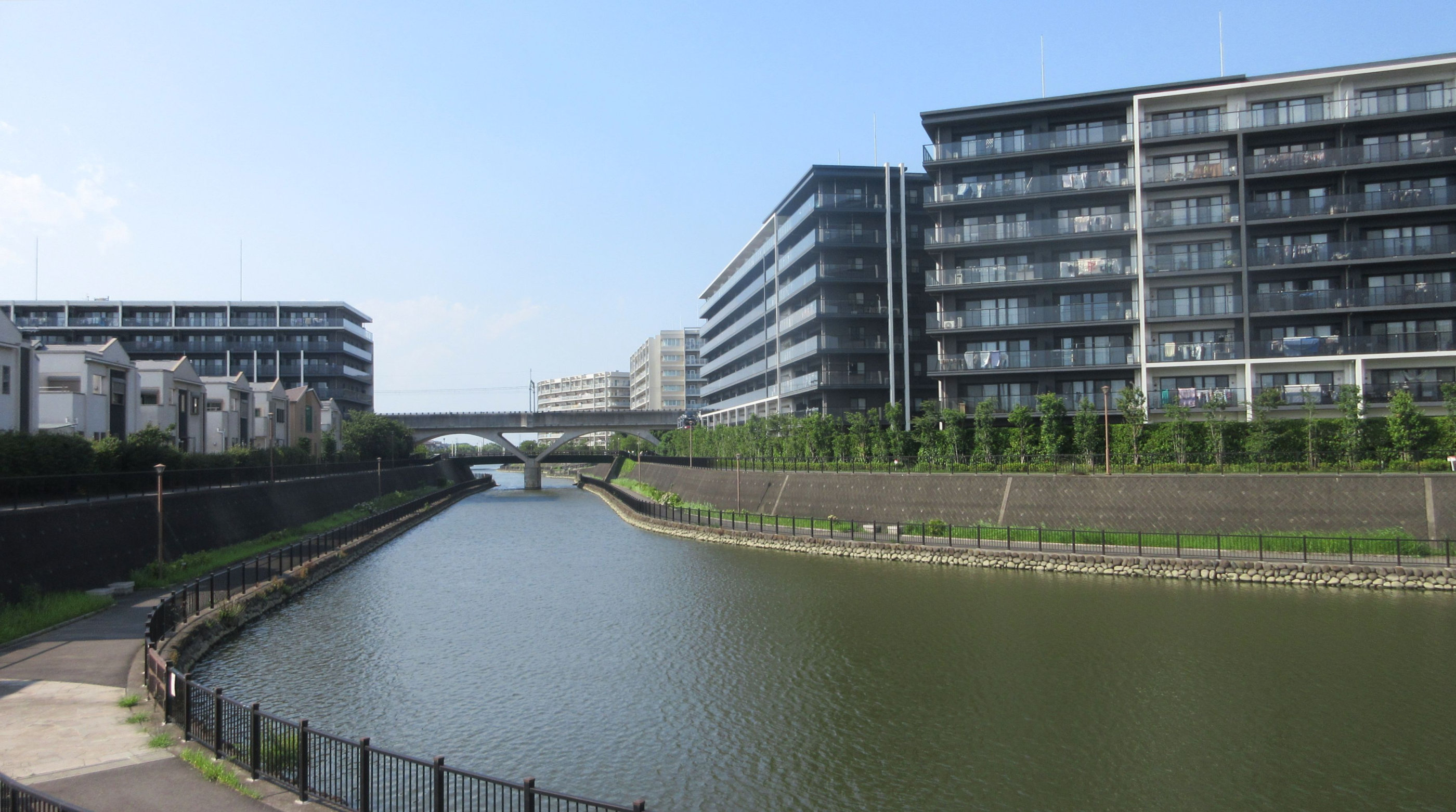
水路脇のレイクサイドウォーク
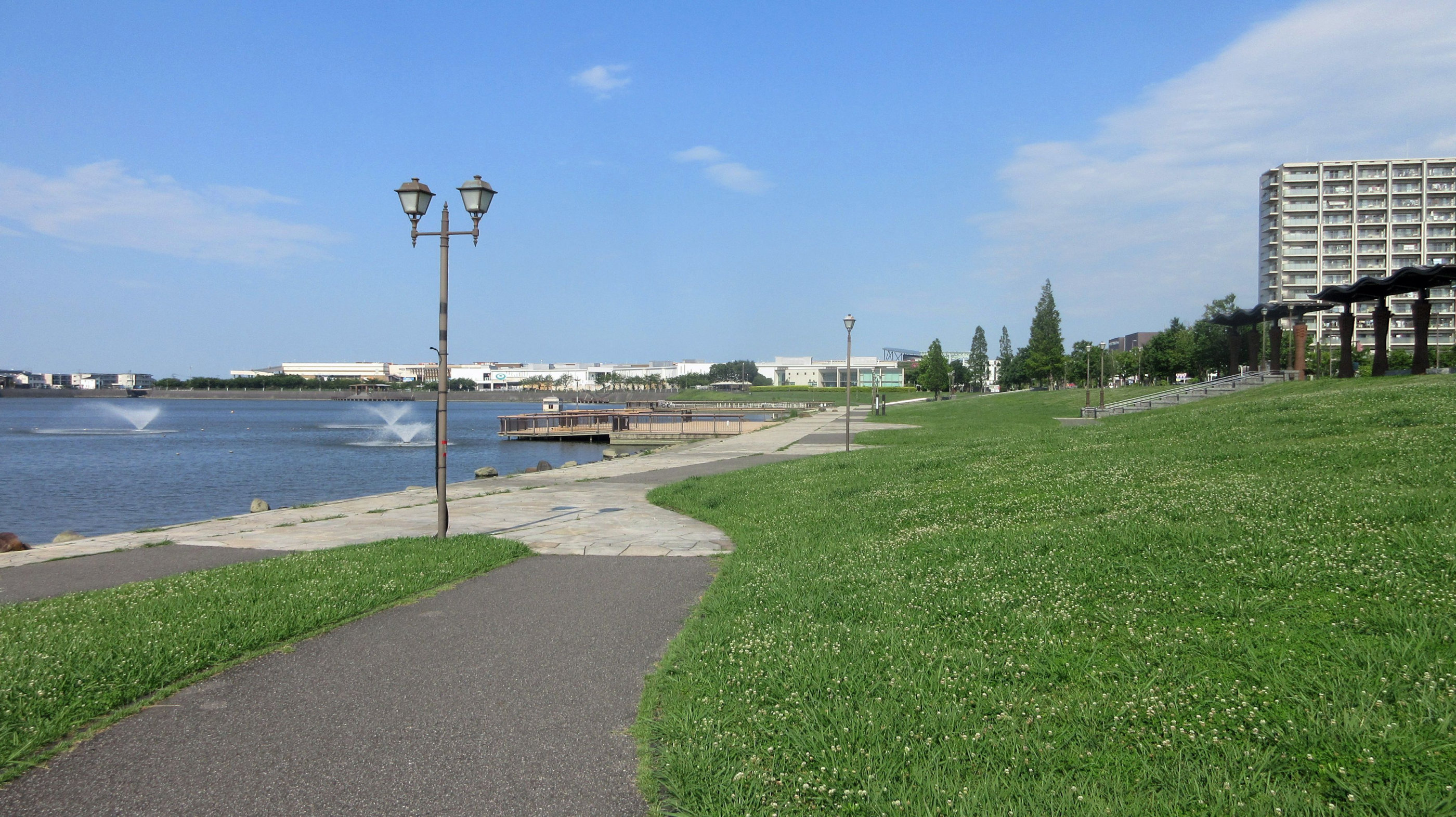
大相模調節池の噴水と芝
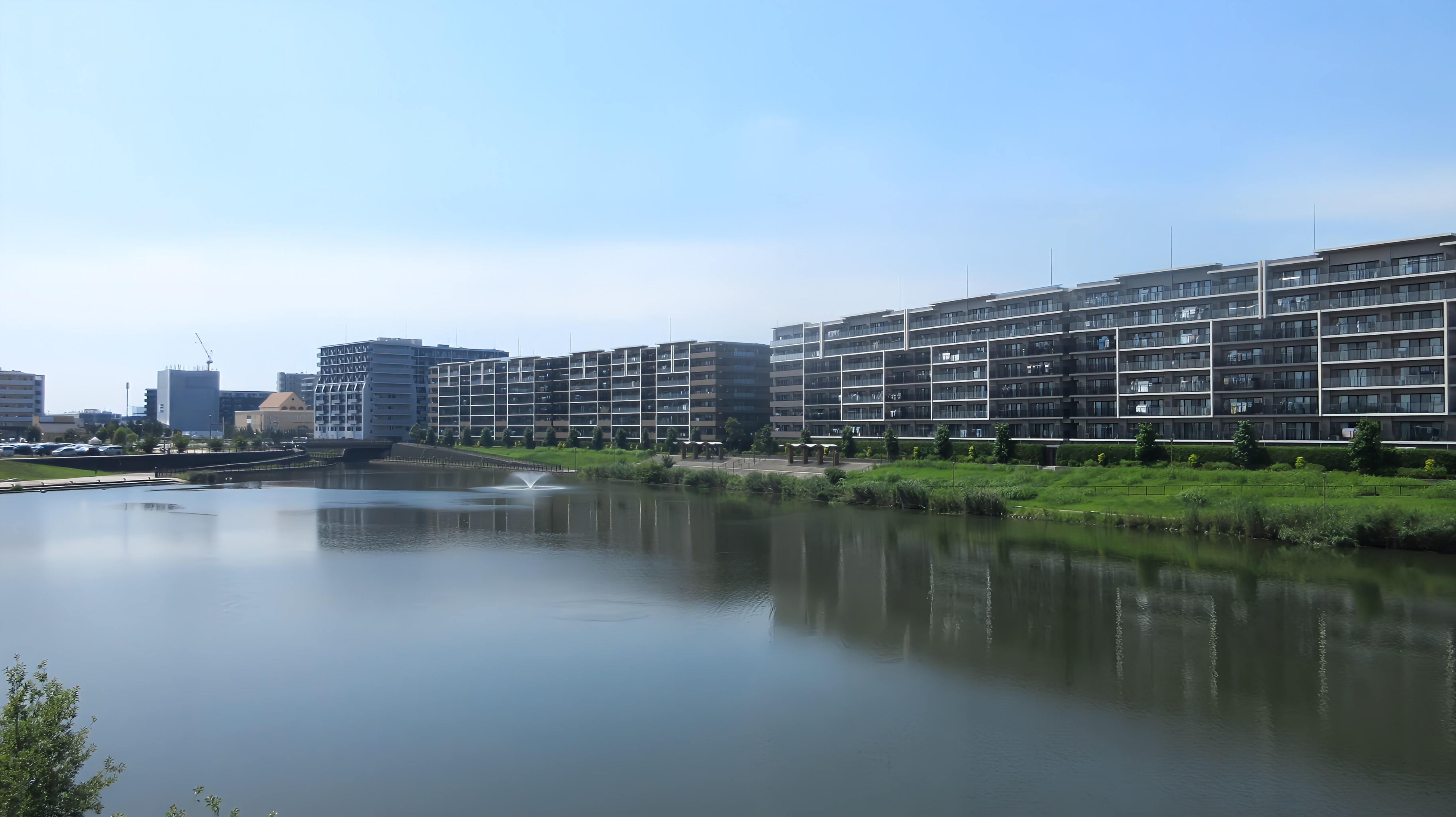
レイクタウン8丁目方向の情景
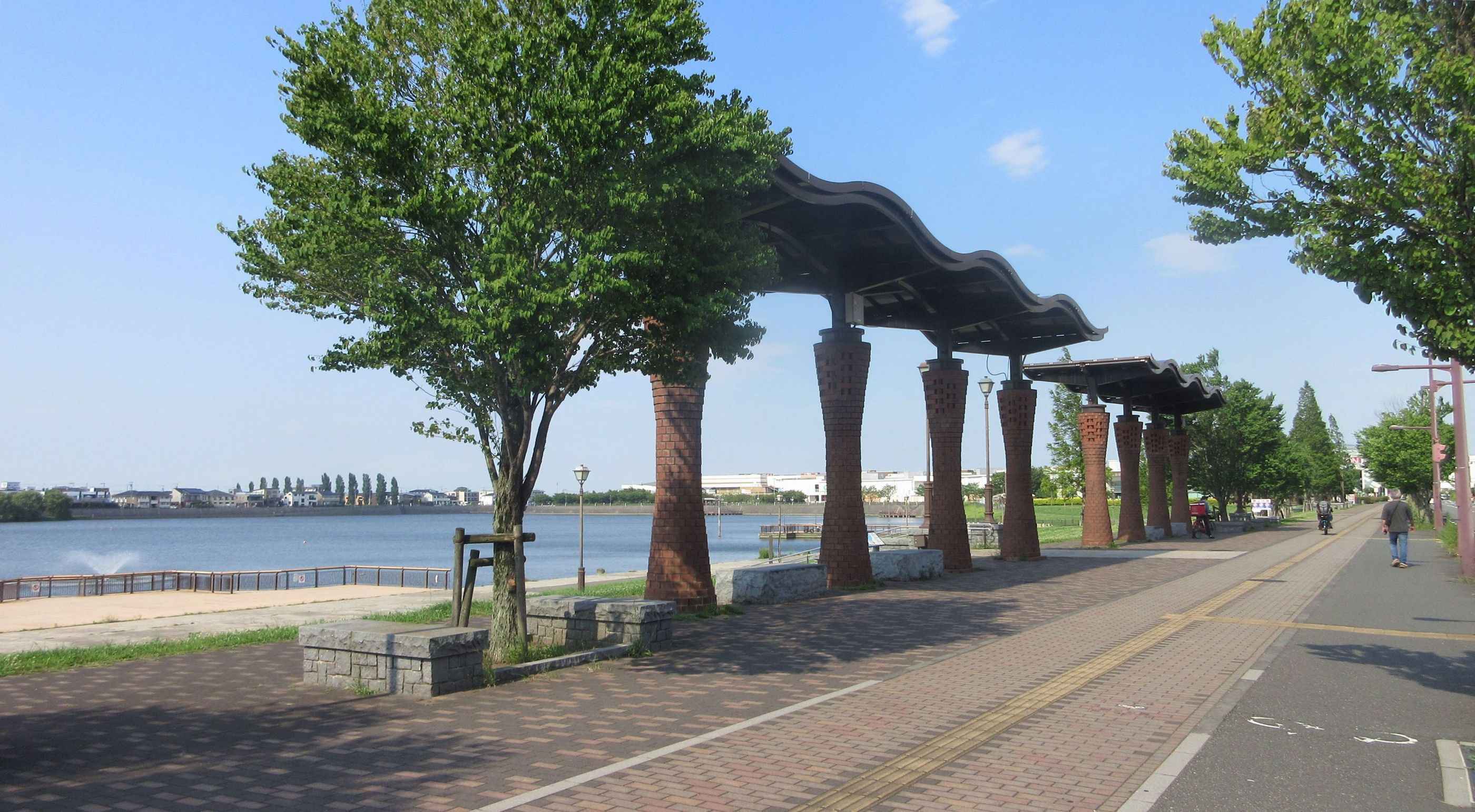
大相模調節池脇の歩道
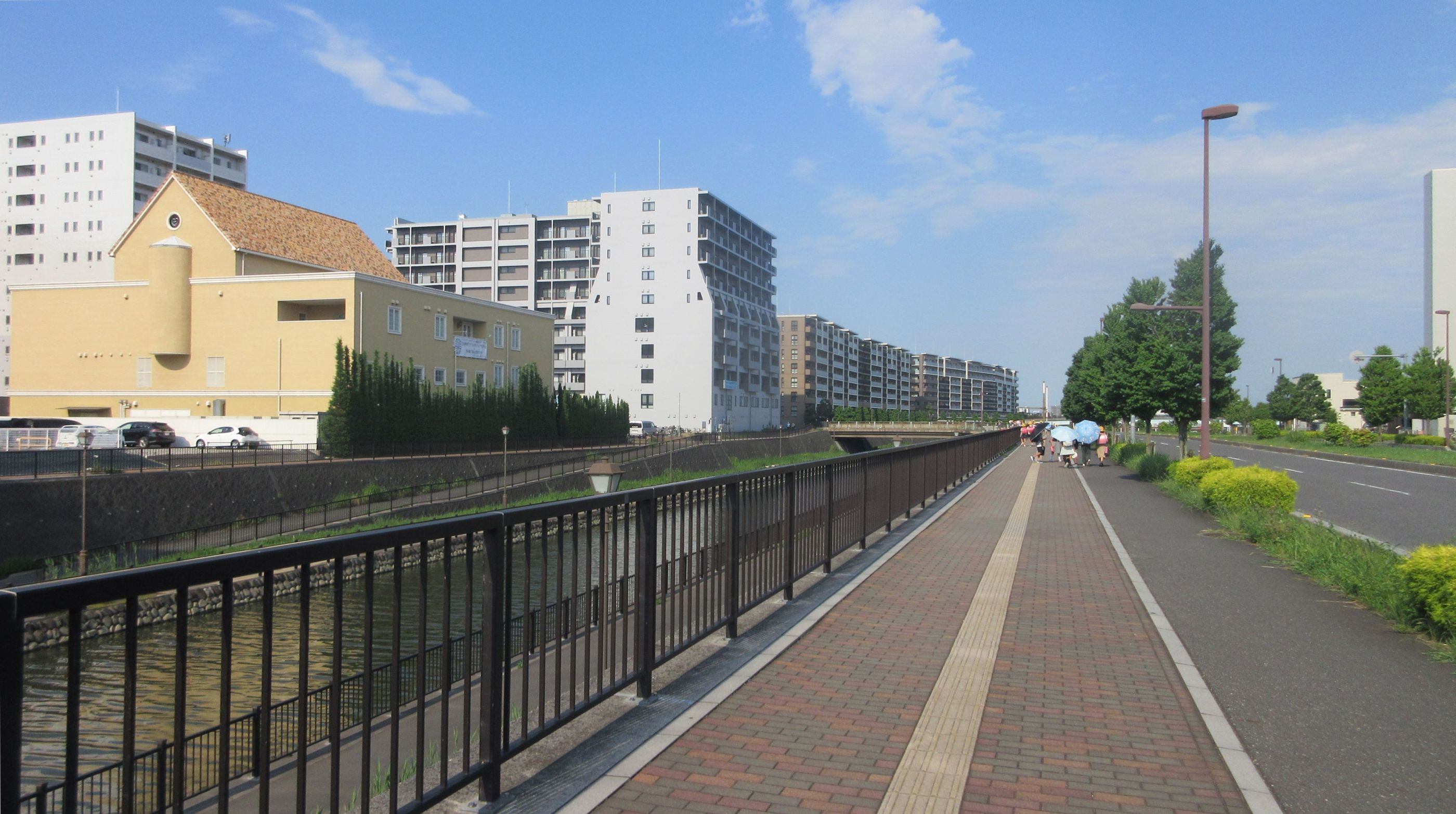
レイクタウン環状線(南側)

## アクセス
- 道路：東埼玉道路（一般部）
- 鉄道：JR東日本 武蔵野線 越谷レイクタウン駅
- 路線バス：いずれも2008年4月8日から運行している。
  - タローズバス：越谷レイクタウン駅北口 - 南埼玉病院前 - タローズ本社前（松伏町田島）
  - 朝日バス：越谷レイクタウン駅北口 - 市立病院 - 越谷駅

## 越谷レイクタウンを舞台にした作品など
- 斎藤さん2
- 逃走中
- 越谷サイコー
- 仮面ライダーアマゾンズ
- 球詠
- モエカレはオレンジ色[7]